# 蘇汝霖 (金溪)
苏汝霖（？—1674年），江西金溪县人，清朝政治人物、进士出身。

## 生平
顺治九年（1652年），登进士壬辰科第三甲第108名。历浙江金华府同知，康熙十三年，死于任内。